# Une fille formidable

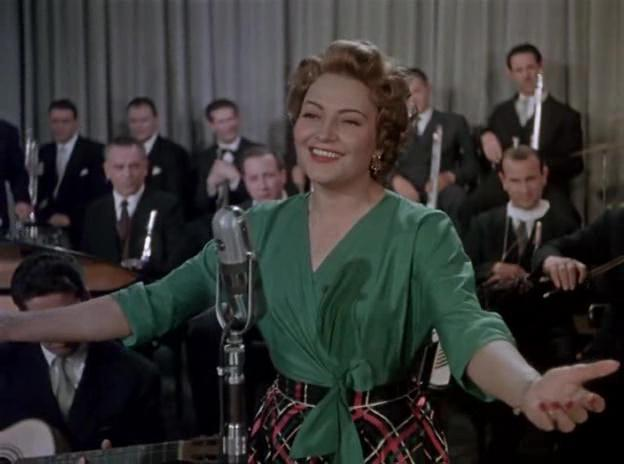
Nilla Pizzi dans une scène du film

Une fille formidable (titre original : Ci troviamo in galleria) est un film italien réalisé par Mauro Bolognini sorti en 1953.

## Synopsis
Ignazio Panizza, dont le nom de scène est « Gardenio », est un comédien de lever de rideau qui va d’un échec à l’autre jusqu’au jour où, dans un village perdu en pleine montagne, il rencontre Caterina, chanteuse dotée d’une voix exceptionnelle. Il commence à écrire pour elle puis il l’épouse, mais elle seule a du succès tandis que lui-même continue à se désoler.
Un soir, un impresario célèbre qui a assisté au spectacle et propose à Caterina un contrat très avantageux et qui prévoit aussi la présence sur la scène de Gardenio. La jeune chanteuse va de succès en succès et en arrive à devenir célèbre à la radio.
De son côté Gardenio travaille pour la télévision alors encore expérimentale, mais un jour, fatigué des déceptions et des seconds rôles, il laisse tomber la télévision et retourne aux spectacles de variétés, abandonnant aussi sa femme. Celle-ci qui l’aime toujours l’aide en secret à organiser à Rome un spectacle qui lui permet d’atteindre enfin le succès qu’il désirait tant. Quand il en arrive à découvrir que c’est Caterina qui avait tout organisé et subventionné, il la remercie publiquement et revient partager sa vie avec elle.

## Fiche technique
- Titre original : Ci troviamo in galleria
- Titre français : Une fille formidable
- Réalisation : Mauro Bolognini
- Scénario : Fede Arnaud, Mauro Bolognini
- Musique : Carlo Rustichelli
- Durée : 95 minutes
- Pays de production :  Italie
- Genre : Comédie musicale
- Date de sortie : 1953

## Distribution
- Carlo Dapporto : Ignazio Panizza dit Gardenio
- Alberto Sordi : lui-même
- Sophia Loren : Marisa
- Nilla Pizzi : Caterina Lari
- Mario Carotenuto : le commandeur Tittoni
- Gianni Cavalieri : Sep
- Fiorenzo Fiorentini : Pippo
- Carlo Sposito (crédité sous le nom de Carletto Sposito)
- Gianni Agus : le lecteur de publicité
- Giusi Raspani Dandolo : la lectrice de publicité
- Lino Robi
- Maria Gloria Crociani
- Lily Granado
- Maria Marcelli
- Alberto Talegalli